# Fran Bow
Fran Bow (с англ. — «Фрэн Боу») — психоделическая компьютерная игра в жанре point-and-click с элементами ужасов.

## Игровой процесс
Как и в других играх жанра, игрок управляет трёхмерным персонажем и переходит между частично статичными двумерными локациями. В некоторых локациях расположены головоломки или простые мини-игры, прохождение которых необходимо для продвижения по сюжету. В игре нет озвучки, все диалоги передаются текстом.
Мир игры разделён на пять реальностей, между которыми протагонист может перемещаться. В разных реальностях локации представлены по-разному. Иногда для продвижения необходимо переместиться в конкретную реальность.

## Сюжет
Действие игры разворачивается в 1944 году вокруг 10-летней девочки Фрэн Боу, оказавшейся в детской психиатрической клинике Освальда после трагической смерти родителей. Лечение проводит доктор Марсель Дирн посредством психотерапии и назначения препарата «Дуотин». После его приёма в начале игры Фрэн падает в обморок, переживая экзистенциальное видение, в котором она видит окровавленные стены кабинета доктора и падающие головы и органы своих родителей. После того, как доктор Дирн увидел, что Фрэн потеряла сознание, он отменил приём препарата. Дальше нас переносят в сон Фрэн, где она устанавливает связь с её котом — Мистером Полночь, единственным оставшимся у неё живым существом и близким другом, не считая тёти. Тот советует ей поскорее забрать таблетки, которые откроют путь к свободе. С этого момента её начинает преследовать и настигать чудовище Ремор. Фрэн мечтает оказаться со своим котом в доме своей тёти Грейс и начинает действовать. Оказавшись в среде пациентов-сверстников, Фрэн взаимодействует с ними, постепенно продвигаясь к выходу из клиники, в сложных ситуациях прибегая к помощи таблеток, открывающих вид Ультра-реальности. Ей помогает самопроизвольно передвигающаяся механическая игрушка в виде кота. В подвале клиники Фрэн предстают вещественные доказательства бесчеловечных экспериментов Освальда Гаррисона и факт подмены её «Дуотина» на экспериментальный более сильный тип «Дуотина» с большим содержанием Эктопломатина.
Бежав из клиники, она попадает в лес, где встречает люцифернов и гигантского старого муравья. Ей приходится зарубить топором принадлежащего тому жукосвина, чтобы продвинуться к воссоединению с котом. Мистера Полночь она находит немного погодя в клетке в доме на острове. Хозяйки острова, сиамские близнецы Клара и Мия, желают, чтобы Фрэн собрала ингредиенты и провела магический ритуал в обмен на кота и свободу. Фрэн выполняет их желание, подменив ритуал, в результате чего сёстры исчезают. Перебираясь в другую часть игры, Ремор скидывает Фрэн с моста в пропасть, и она превращается в говорящее дерево.
Появившиеся на летающей лодке 2 гигантских антропоморфных овоща забирают её в Иверсту. Она предстаёт перед королём Жьяром, который содействует ей и передаёт на излечение Палонтрасу. Тот в состоянии вернуть ей лишь руки и ноги, а человеческий облик ей может дать только Великий Волшебник. На пути к нему она много общается с жителями Иверсты. Волшебнику требуется помочь собрать ингредиенты для нарисованной пентаграммы, чтобы вернуть прежний вид и собрать камни для открытия портала в её мир. По ходу выполнения этого поручения Фрэн видит, как в сказочный мир вторгаются камалы, мучают её страшными видениями, ранят Палонтраса. Ей требуется мастерство часовщика Когвинда, чтобы починить часы для перемещений между временами года. Он объясняет нюансы жизни Иверсты одновременно в четырёх временах года и даёт портативные часы для быстрого перемещения в них. В конце Великий Волшебник открывает проход в мир Фрэн и вместе с Жьяром провожает девочку с котом в проход.
Она оказывается в лесу, где знакомится с Итвордом и его машиной для путешествий по реальностям, которую помогает чинить. Итворд желает довезти их на машине домой, признавшись, что это его игрушка помогала Фрэн в клинике. По дороге они становятся дружны, отбивают нападение камалов и празднуют 11-й день рождения Фрэн. Но после крушения очнувшаяся Фрэн приходит к дому тёти. Обнаружив, что той нет дома, она запускает Мистера Полночь открыть дверь изнутри через окно второго этажа, после чего её забирает внезапно прибывший доктор Дирн. Он видит странности, происходящие повсюду в клинике, а также факт того, что Фрэн считается мёртвой, и проводит с ней эксгумацию тел её родителей, и её тела в могиле не оказывается. Потом на Фрэн и доктора нападает Ремор.
Она оказывается связанной в своей кровати дома, а тётя отказывается её освободить, являя свою злую сущность. Освободиться помогает она же сама из другой реальности. Её альтер эго уводит медсестра из клиники, и Фрэн пускается в путешествие по пятому измерению, встречая множество потусторонних существ и разгадывая жуткие головоломки, чтобы завладеть ключами от дверей. После открытия последней из них она оказывается перед Мабукой и будит её ото сна с помощью собранного по частям механизма за авторством Когвинда. Мабука говорит, что Фрэн избрана Пятью реальностями стать хранителем ключа, после открывает своё сердце-проход в безумную клинику, где лечатся потусторонние существа. На приёме у врача, которым оказывается Ремор, ей открывается тайна гибели родителей: это она их убила, будучи под властью Ремора, когда мать не захотела выдать её Освальду. Здесь же появляется Освальд Гаррисон, её тётя и доктор Дирн. Последний дезориентирован и находится в прострации. Освальд рассказывает о своих экспериментах и сотрудничестве с Ремором. Грейс скидывает в пропасть кота Фрэн, а та свирепеет и в ярости набрасывается, пытаясь душить её. Въехавший на инвалидной коляске Освальд стреляет в девочку из револьвера и просит Грейс поскорее приготовить её к операции по извлечению мозга, но прилетевшие на помощь Итворд верхом на Палонтрасе скидывают в пропасть Освальда и Грейс. Палонтрас возвращает Фрэн к жизни. Пойманный в полёте Палонтрасом, Мистер Полночь тоже невредим. Несмотря на желание Фрэн познакомить доктора Дирна с её друзьями, Итворд говорит, что ему будет лучше и безопаснее остаться в реальном мире. Очнувшись, Дирн ничего не вспомнит. Вчетвером они улетают: Итворд — на своём летающем аппарате, а Фрэн и Мистер Полночь — на Палонтрасе.

## Разработка
Средства на игру собирались 2 месяца посредством краудфандинга на площадке Indiegogo. 31 августа 2013 года разработчики после 41%-го перевыполнения плана по сбору средств приступили к разработке. Игра вышла 27 августа 2015 года на площадках Steam и GOG.

## Оценки
| Сводный рейтинг       | Сводный рейтинг |
| Агрегатор             | Оценка          |
| --------------------- | --------------- |
| GameRankings          | 70 %            |
| Metacritic            | 70/100          |
| Иноязычные издания    |                 |
| Издание               | Оценка          |
| Adventure Gamers      | [ 5 ]           |
| Русскоязычные издания |                 |
| Издание               | Оценка          |
| Riot Pixels           | 53/100          |

Игра получила 70/100 баллов на Metacritic и 70 % на GameRankings. Сайт IGN поставил игре 7,6/10 баллов с вердиктом: «оригинальная и красивая адвенчура с классической игровой механикой и без глубинных смыслов. Впрочем, фрейдистам и прочим любителям интерпретаций игра тоже должна прийтись по душе». Многие критики отмечали впечатляющую атмосферу Fran Bow и макабрически мрачные рисованные вручную локации. По мнению рецензентов, мрачность не делает графическую составляющую игры менее привлекательной. Сергей Матвеев из «Игромании» отметил, что видно, что над проектом работал художник-мультипликатор, поскольку за сюжетом квеста приятно наблюдать. По своей стилистике и темам Fran Bow близка играм American McGee’s Alice и Sucker Punch — в них главный герой тоже пытается справиться с собственным безумием, используя своё воображение.
Летом 2018 года, благодаря уязвимости в защите Steam Web API, стало известно, что точное количество пользователей сервиса Steam, которые играли в игру хотя бы один раз, составляет 186 371 человек.

## Камео вThe Sorrowvirus
С разрешения Killmonday Games Фрэн Боу появилась в игре The Sorrowvirus в виде одушевлённой куклы. При этом события в играх The Sorrowvirus и Fran Bow происходят в разных вселенных, никак не связанных друг с другом.